# Valle del Fiume Lao
Valle del Fiume Lao este o arie protejată (arie specială de conservare — SAC, sit de importanță comunitară — SCI) din Italia întinsă pe o suprafață de 1.725 ha, integral pe uscat.

## Localizare
Centrul sitului Valle del Fiume Lao este situat la coordonatele 39°50′48″N 15°53′47″E / 39.846667°N 15.896389°E.

## Înființare
Situl Valle del Fiume Lao a fost declarat sit de importanță comunitară în septembrie 1995 pentru a proteja 45 de specii de animale. Situl a fost protejat și ca arie specială de conservare în aprilie 2018.

## Biodiversitate
Situată în ecoregiunea mediteraneană, aria protejată conține 9 habitate naturale: Păduri de Quercus ilex și Quercus rotundifolia, Galerii de Salix alba și de Populus alba, Tufărișuri termo-mediteraneene și de pre-deșert, Păduri de stejar alb estice, Păduri aluvionare cu Alnus glutinosa și Fraxinus excelsior (Alno-Padion, Alnion incanae, Salicion albae), Cursuri de apă de la nivel de câmpie la nivel montan, cu vegetație Ranunculion fluitantis și Callitricho-Batrachion, Pseudostepă cu ierburi și specii anuale de Thero-Brachypodietea, Râuri mediteraneene cu debit permanent cu specii de Paspalo-Agrostidion și galerii riverane de Salix și de Populus alba, Pajiști uscate seminaturale și facies de acoperire cu tufișuri pe substraturi calcaroase (Festuco-Brometalia) (* situri importante pentru orhidee).
La baza desemnării sitului se află mai multe specii protejate:
- păsări (37): lăcar-de-lac (Acrocephalus scirpaceus), fluierar de munte (Actitis hypoleucos), lăstunul mare (Apus apus), acvilă de munte (Aquila chrysaetos), egretă mare (Ardea alba), șorecarul comun (Buteo buteo), caprimulg (Caprimulgus europaeus), sticlete (Carduelis carduelis), Cettia cetti,  prundaș gulerat mic (Charadrius dubius), florinte (Chloris chloris), șerpar (Circaetus gallicus), erete de stuf (Circus aeruginosus), Cisticola juncidis, porumbel gulerat (Columba palumbus), pițigoi albastru (Cyanistes caeruleus), lăstun de casă (Delichon urbicum), presură bărboasă (Emberiza cirlus), șoim călător (Falco peregrinus), vânturel roșu (Falco tinnunculus), ciocârlan (Galerida cristata), rândunică (Hirundo rustica), sfrâncioc roșiatic (Lanius collurio), sfrâncioc cu cap roșu (Lanius senator), pescăruș argintiu (Larus cachinnans), ciocârlie de pădure (Lullula arborea), privighetoare (Luscinia megarhynchos), gaia roșie (Milvus milvus), mierlă albastră (Monticola solitarius), codobatură galbenă (Motacilla alba), codobatură de munte (Motacilla cinerea), pițigoi mare (Parus major), viespar (Pernis apivorus), huhurez mic (Strix aluco), silvie cu cap negru (Sylvia atricapilla), silvie mediteraneană (Sylvia melanocephala), mierlă (Turdus merula)
- amfibieni (2): Bombina pachypus, Salamandrina terdigitata
- mamifere (2): lupul (Canis lupus), vidră de râu (Lutra lutra)
- nevertebrate (1): Cordulegaster trinacriae
- pești (2): cicar (Lampetra planeri), Rutilus rubilio
- reptile (1): șarpele cu patru dungi (Elaphe quatuorlineata)

Pe lângă speciile protejate, pe teritoriul sitului au mai fost identificate 8 specii de plante, 3 specii de amfibieni, 2 specii de pești, 4 specii de reptile.